# رابی کولین
رابی کولین (انگلیسی: Robbie Collin؛ روزنامه‌نگار، متخصص در زیبایی‌شناسی و فلسفه فیلم در دانشگاه سنت اندروز اسکاتلند است. او سردبیر روزنامه دانشجویی دانشگاه سنت اندروز بود.
کالی از سال ۲۰۱۱ منتقد اصلی فیلم در دیلی تلگراف بوده‌است. از سال ۲۰۰۷ تا ۲۰۱۱ او تا زمان بسته شدن روزنامه، یک ستون هفتگی فیلم برای اخبار جهان یا نیوز آو د ورلد می‌نوشت.